# Tonono
Antonio Afonso Moreno, noto come Tonono (Arucas, 26 luglio 1943 – Las Palmas, 9 giugno 1975), è stato un calciatore spagnolo, di ruolo difensore.

## Palmarès

### Club

#### Competizioni nazionali
- Segunda División: 1

Las Palmas: 1963-1964